# Чавума (водоспад)
Чавума — невеликий водоспад на річці Замбезі в північно-західній Замбії поблизу від міста Чавума, поруч із замбійсько-ангольським кордоном. Протягом дощового сезону він повністю затоплюється річковим потоком і з'являється тільки тоді, коли вода спадає з початком сухого сезону. Висота водоспаду не перевищує декількох метрів.
| Замбія | Це незавершена стаття з географії Замбії. Ви можете допомогти проєкту, виправивши або дописавши її. |